# Resolutie 1027 Veiligheidsraad Verenigde Naties
Resolutie 1027 van de Veiligheidsraad van de Verenigde Naties werd unaniem aangenomen op 30 november 1995.

## Achtergrond
In 1980 overleed de Joegoslavische leider Tito, die decennialang de bindende kracht was geweest tussen de zes deelstaten van het land. Na zijn dood kende het nationalisme een sterke opmars, en in 1991 verklaarde onder meer Macedonië zich onafhankelijk. In tegenstelling tot andere delen van Joegoslavië bleef het er vrij rustig. Dit zou nog zo blijven tot 2001, toen Albanese rebellen in het noorden, aan de grens met Kosovo, in opstand kwamen. Daarbij werden langs beide zijden grof geweld gebruikt, en stond het land op de rand van een burgeroorlog. De NAVO en de EU kwamen echter tussenbeide, en dwongen een akkoord af.

## Inhoud
De Veiligheidsraad:
- herinnert in het bijzonder aan resolutie 983;
- bevestigt de onafhankelijkheid, soevereiniteit en territoriale integriteit van Macedonië;
- herinnert zijn bezorgdheid over mogelijke ontwikkelingen die het vertrouwen en de stabiliteit in Macedonië kunnen ondermijnen;
- verwelkomt de positieve rol die UNPREDEP speelde;
- overwoog de secretaris-generaals rapport;

1. verwelkomt dat rapport;
2. besluit om het mandaat van UNPREDEP te verlengen tot 30 mei 1996;
3. vraagt UNPREDEP om te blijven samenwerken met de missie van de Organisatie voor Veiligheid en Samenwerking in Europa;
4. roept de lidstaten op om aan UNPREDEP de nodige bijstand te verlenen;
5. vraagt de secretaris-generaal om op de hoogte te worden gehouden en tegen 31 januari 1996 te rapporteren over UNPREDEP in het licht van de ontwikkelingen in de regio;
6. besluit om actief op de hoogte te blijven.

## Verwante resoluties
- Resolutie 1025 Veiligheidsraad Verenigde Naties
- Resolutie 1026 Veiligheidsraad Verenigde Naties
- Resolutie 1031 Veiligheidsraad Verenigde Naties
- Resolutie 1034 Veiligheidsraad Verenigde Naties

Lijst ·  970 ·  971 ·  972 ·  973 ·  974 ·  975 ·  976 ·  977 ·  978 ·  979 ·  980 ·  981 ·  982 ·  983 ·  984 ·  985 ·  986 ·  987 ·  988 ·  989 ·  990 ·  991 ·  992 ·  993 ·  994 ·  995 ·  996 ·  997 ·  998 ·  999 ·  1000 ·  1001 ·  1002 ·  1003 ·  1004 ·  1005 ·  1006 ·  1007 ·  1008 ·  1009 ·  1010 ·  1011 ·  1012 ·  1013 ·  1014 ·  1015 ·  1016 ·  1017 ·  1018 ·  1019 ·  1020 ·  1021 ·  1022 ·  1023 ·  1024 ·  1025 ·  1026 ·  1027 ·  1028 ·  1029 ·  1030 ·  1031 ·  1032 ·  1033 ·  1034 ·  1035